# Haval H6
Haval H6 (Хевел H6) — середньорозмірний кросовер з переднім або повним приводом. 

## Перше покоління (з 2011)

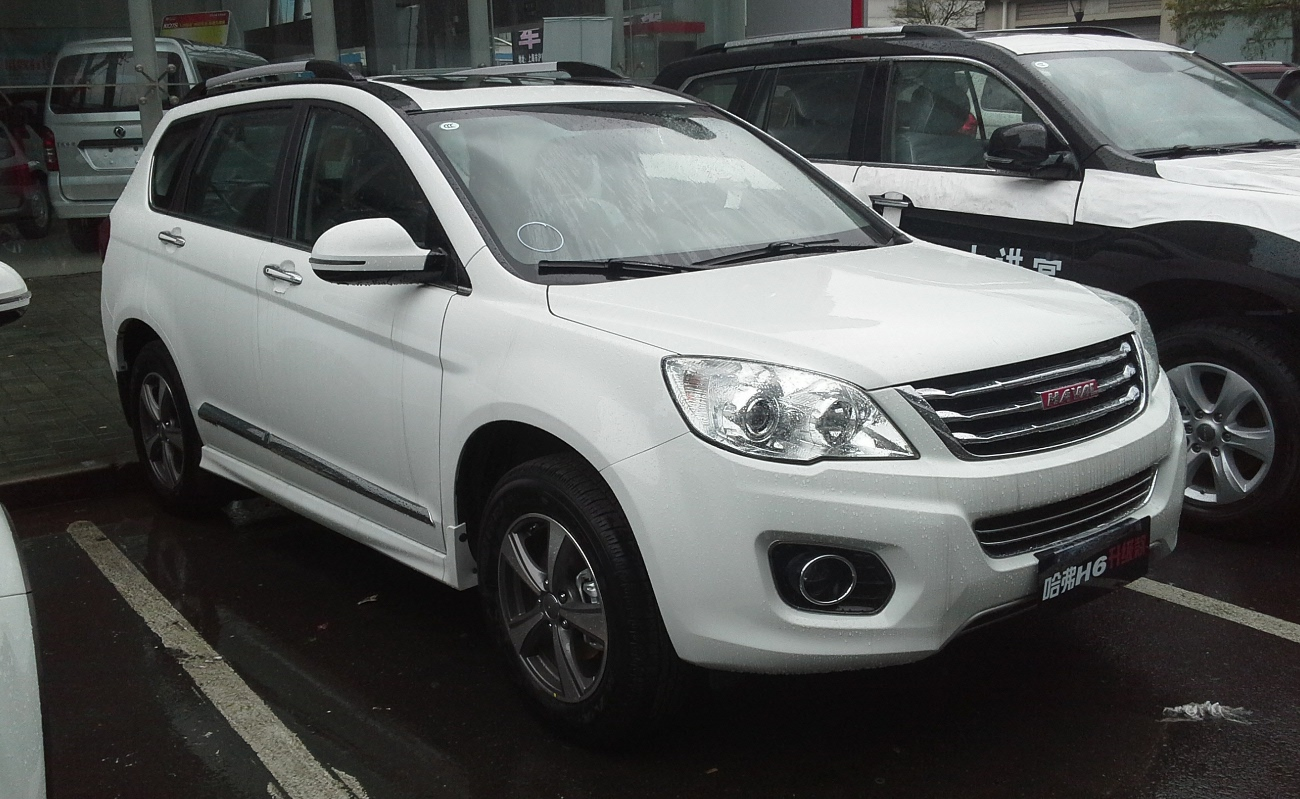
Haval H6 (з 2013)

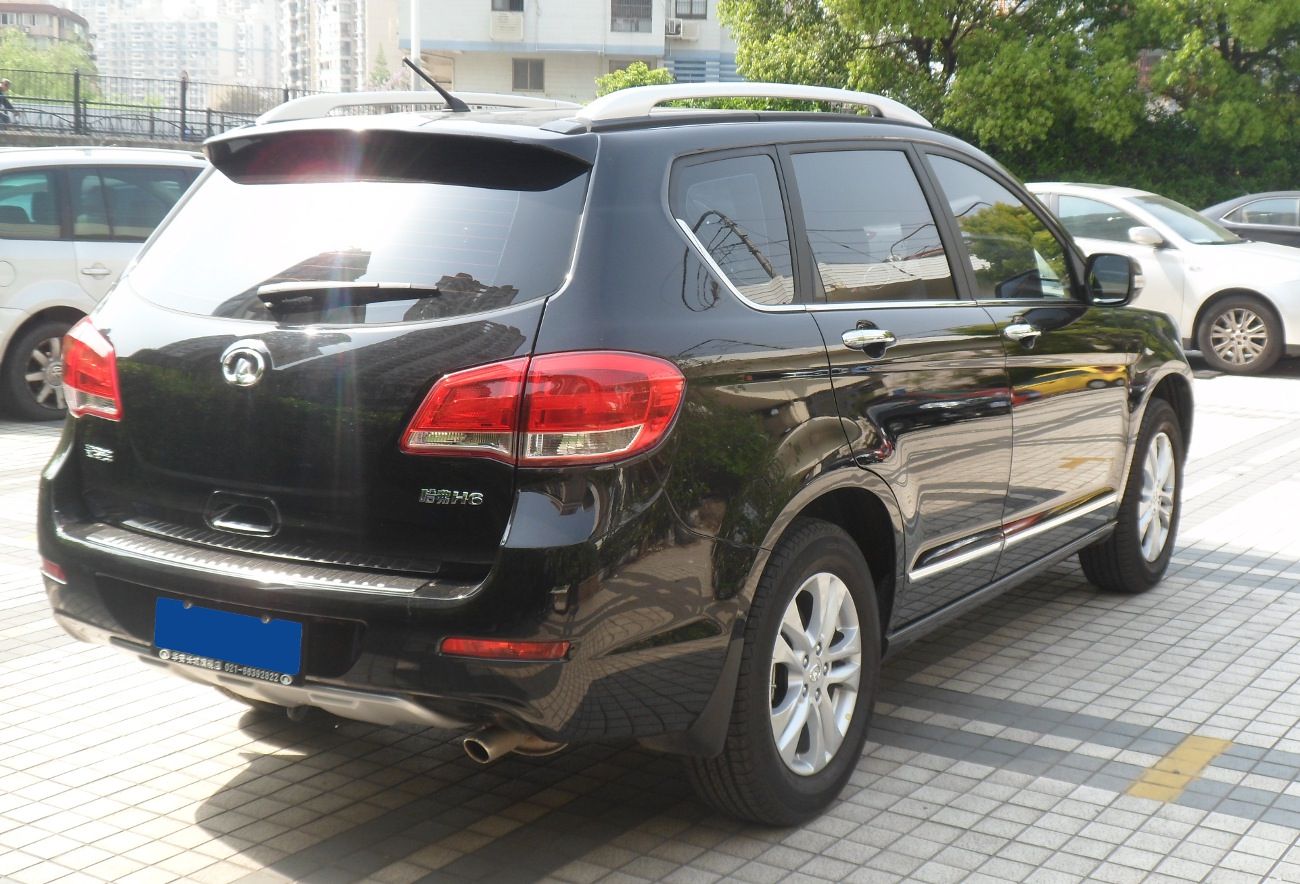
Great Wall Haval H6 (2011—2013)

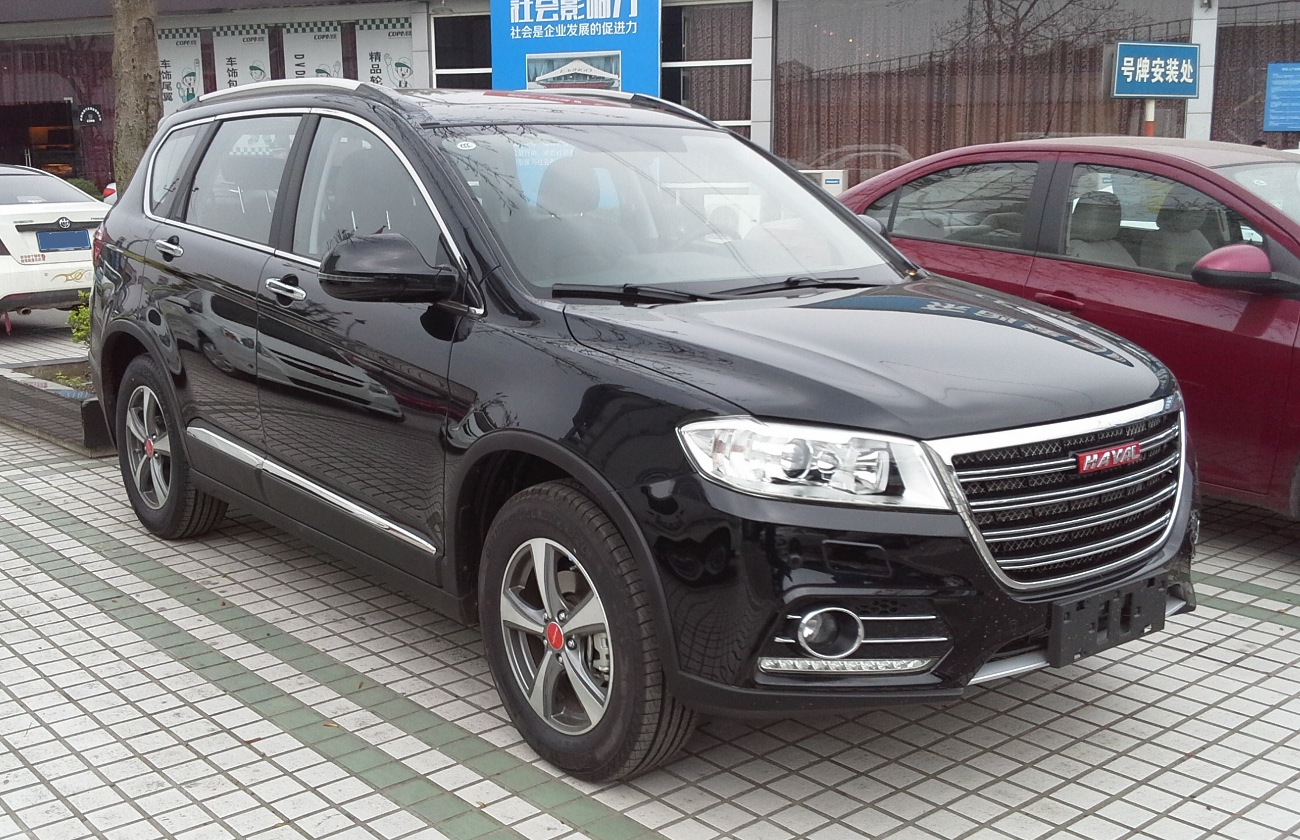
Haval H6 Sport (2013—2018)

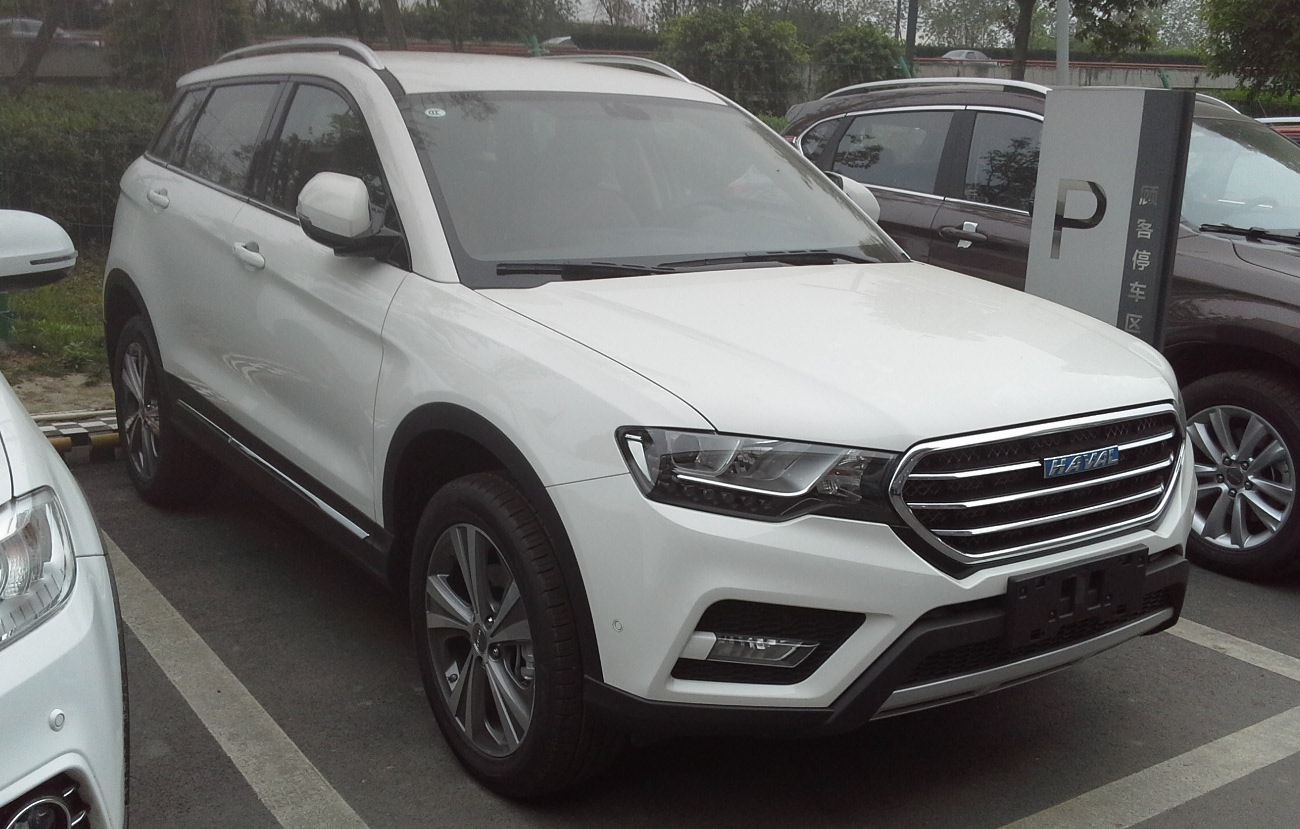
Haval H6 Coupe (з 2015)

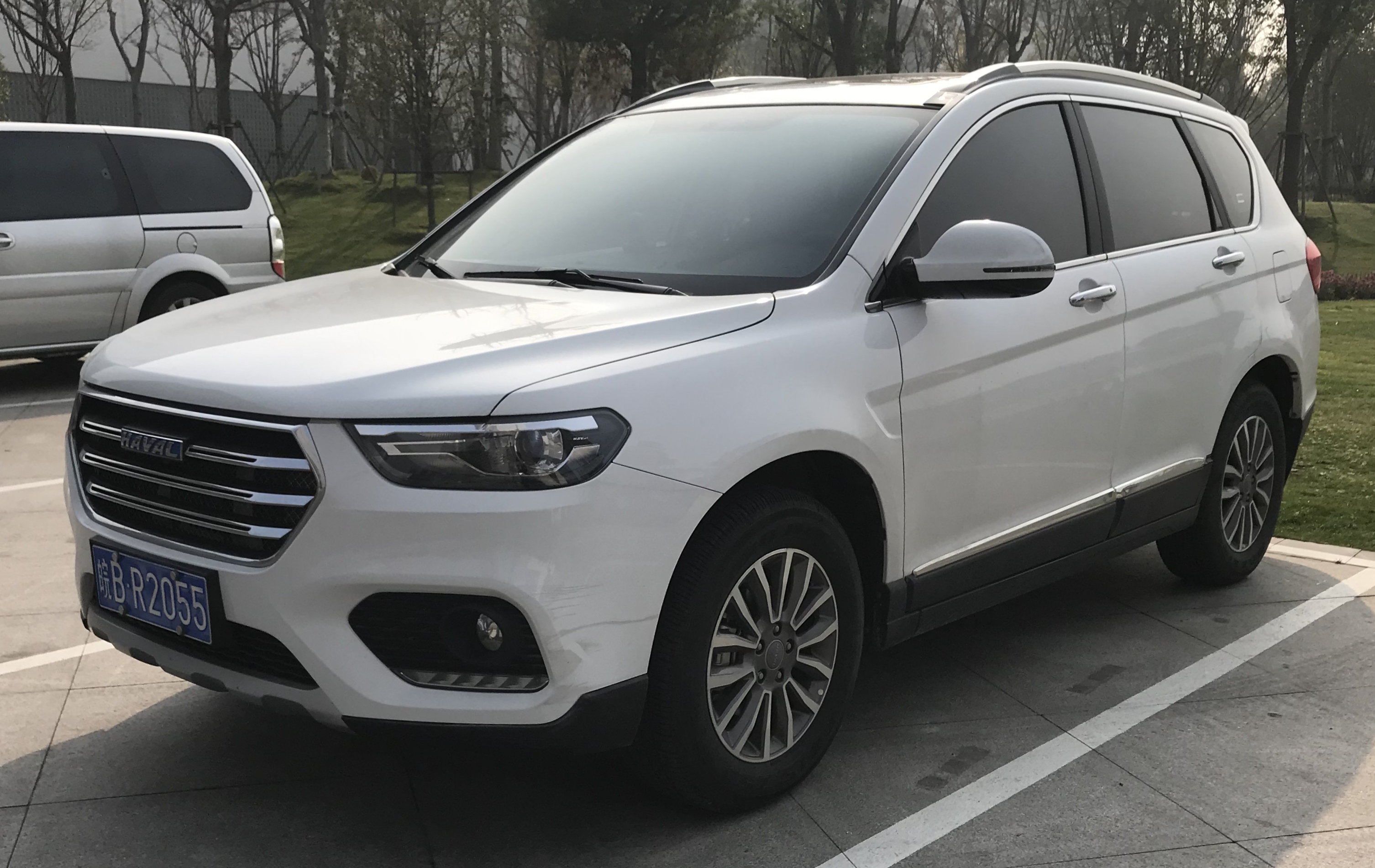
Haval H6 Sport (з 2018)

Презентація готової до серійного виробництва моделі відбулася на автосалоні в Шанхаї в квітні 2011 року.
З 2013 року автомобіль називається Haval H6.
Haval H6 — перший позашляховик Great Wall при створенні якого конструктори відмовились від рамного кузова та залежних підвісок на користь несучої конструкції. Також H6 став першим автомобілем, що у повній мірі уособлює новий корпоративний стиль марки.
Крім звичайної існують моделі Haval H6 Sport та H6 Coupe.
Вже за чотири роки — у листопаді 2015 року — з конвеєра зійшов мільйонний Haval H6.
У 2016 році — кросовер, що найбільше продається в Китаї, — реалізовано 580 тисяч одиниць моделі.
На 2017 рік — наймасовіша модель бренду — на «шістку» припадає понад 60 % продажів марки.

### Екстер'єр
Шеф-дизайнером Great Wall є відомий німецький спеціаліст Андреас Дойфель, його перу належить дизайн Mercedes M-класу попереднього покоління, а тепер і нових автомобілів Great Wall. Завдяки йому Н6 отримала стриманий та водночас сучасний та легко пізнаваний екстер'єр. Застосування несучого кузова дозволило збільшити внутрішній простір та комфорт пасажирів, застосувати повністю незалежні підвіски, покращити керованість автомобіля. В арсеналі Great Wall H6 сучасні бензинові та дизельні силові агрегати.

### Інтер'єр
Салон Haval H6 має стильний вигляд та дозволяє з комфортом розміститися п'ятьом пасажирам. Для більшої зручності задні пасажири мають змогу регулювати кут нахилу спинки сидіння, розділеного у пропорції 40:60. Основні прилади на панелі аналогові, тоді як інформація мультимедійної системи та камери заднього виду виводиться на 7-дюймовий сенсорний дисплей. Кермо регулюється по висоті та вильоту, при цьому керувати аудіо системою та круїз-контролем можна прямо з керма. Автомобіль також оснащено клімат-контролем.
Місця для багажу також достатньо — стандартний об'єм багажнику становить 808 літрів, при цьому склавши задні сидіння можна збільшити корисний об'єм до 2010 літрів.

### Двигун та трансмісія
Так, базовим є 2-літровий турбодизель GW4D20 потужністю 143 к.с. Системи впорскування пального Common Rail та передстартового підігріву, турбонагнітач зі змінною геометрією дозволили досягти не тільки високих показників літрової потужності та обертального моменту, але й довести середню витрату пального до 7,8 літрів, а рівень шкідливих емісій знизити на 40 %. Він видає 305 Нм у діапазоні 1800—2800 об/хв. Також доступні два бензинові двигуні — 2,4-літровий виробництва Mitsubishi (147 к.с. та 210 Нм у діапазоні 3500-4500 об/хв) та перспективний 1,5-літровий з турбіною власної розробки Great Wall. На вибір доступні 5-6 ступеневі механічні КПП та 6-ступеневий «автомат». SUV існує як повнопривідній та передньопривідній модифікаціях.
Характеристики двигунів:
- 1.5 л 4G15 turbo I4 150 к.с., 210 Нм при 3500-4500 об/хв
- 2.0 л 4G63 I4
- 2.4 л 4G69 I4 147 к.с., 210 Нм при 3500-4500 об/хв
- 2.0 л GW4D20 I4 (diesel) 143 к.с., 305 Нм при 1800—2800 об/хв
- 2.0 л GW4D20 I4 (diesel) 163 к.с., 350 Нм при 1600—2800 об/хв

### Підвіски та гальма
Разом з рамою Great Wall H6 позбавився ще одного атрибута позашляховика — залежної задньої підвіски. Віднині попереду встановлено підвіски типу McPherson, позаду — незалежна підвіска з торсіонами. Все ці зміни дозволили суттєво покращити керованість Н6 на асфальті.
На шосе автомобіль здатний розвинути до 180 км/год., тому конструктори оснастили Haval H6, що важить 1690 кг, дисковими гальмівними механізмами (передні — вентильовані). На додачу позаду встановлено барабанне паркувальне гальмо. До базової комплектації входять антиблокувальна система ABS, система розподілення гальмівних зусиль (EBD) та система допомоги під час гальмування (BAS).

### Базова та додаткова комплектації
У список стандартного устаткування входить: 2,0-літровий двигун з турбонаддувом, 6-ступінчаста коробка передач з підрульовими пелюстками, 17-дюймові литі диски, галогенові фари, передні протитуманні фари, система моніторингу сліпих зон, шкіряне оздоблення рульового колеса, система кріплення дитячих сидінь, шість подушок безпеки, передні і задні паркувальні сенсори, кнопка запуску двигуна, камера кругового огляду, система контролю тиску в шинах, 7-дюймовий сенсорний екран, аудіосистема з 7 динаміками, двозонний клімат-контроль, Bluetooth і пиловий фільтр у салоні. 
Опціональними комплектуючими виступають: 19-дюймові литі диски, панорамний люк на даху, підігрів передніх і задніх сидінь, 8 позиційне водійське сидіння, 4-позиційне пасажирське сидіння, аудіосистема з 8 динаміками і сабвуфером, і ксенонові фари з автоматичним регулятором. 

### Безпека
Great Wall Haval H6 отримав п'ять зірок від сертифікаційного центру C-NCAP [Архівовано 31 березня 2013 у Wayback Machine.], проведеного за новою методою. Основою системи пасивної безпеки є капсула пасажирського відсіку, виконана з високоміцної сталі. Силові балки у дверях забезпечують додатковий захист від бокового удару. Безпосередній захист під час зіткнення забезпечує комплект з шести подушок безпеки, в який входять пара передніх подушок, дві бокових та пара подушок «шторок». Сімейним парам стануть у пригоді кріплення IsoFix та дитячі замки задніх дверей. Також наявні парктроник з камерою заднього виду (зображення виводиться на екран на центральній консолі), датчик тиску в шинах і датчик дощу.
Збірка кроссовера стартувала в кінці серпня 2011 року на заводі Great Wall в місті Тяньцзінь (Китай).

## Друге покоління (з 2017)

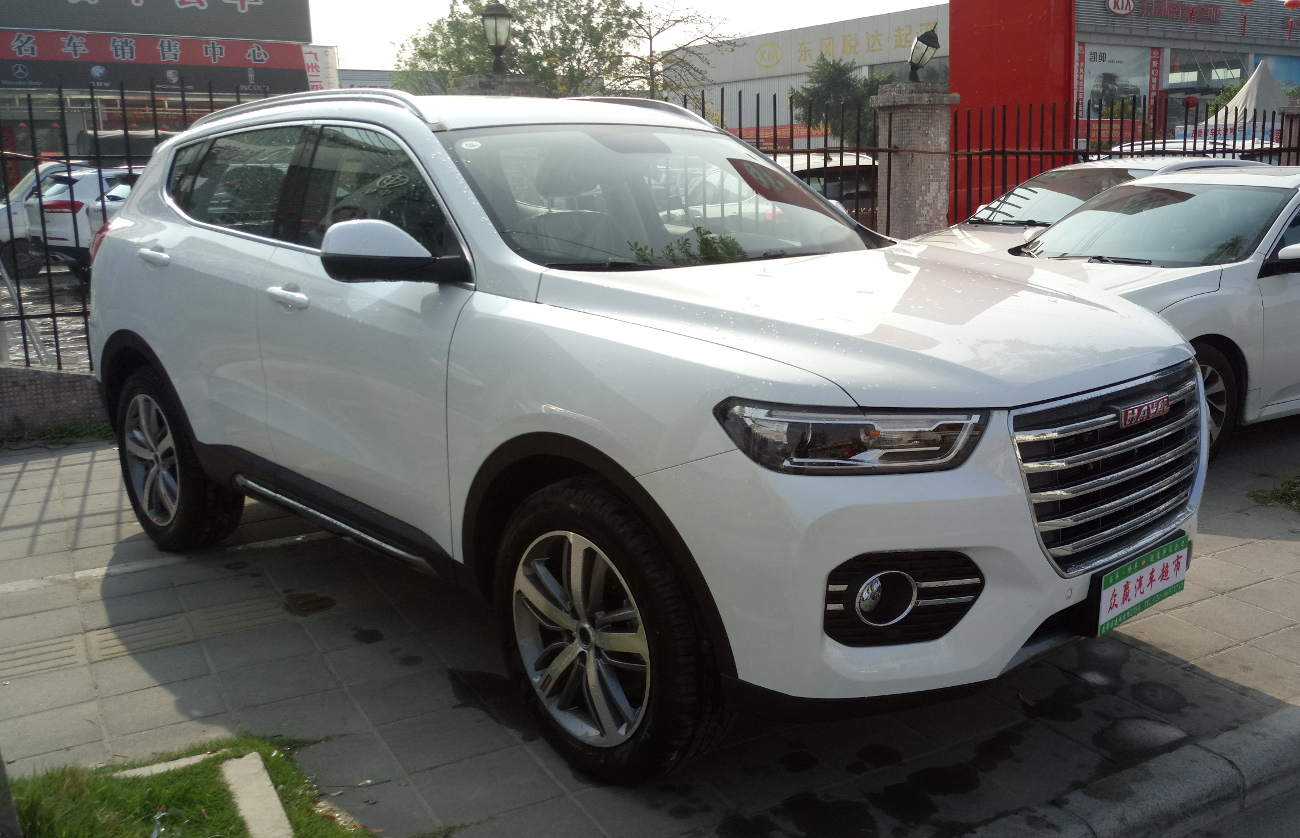
Haval H6 II Red

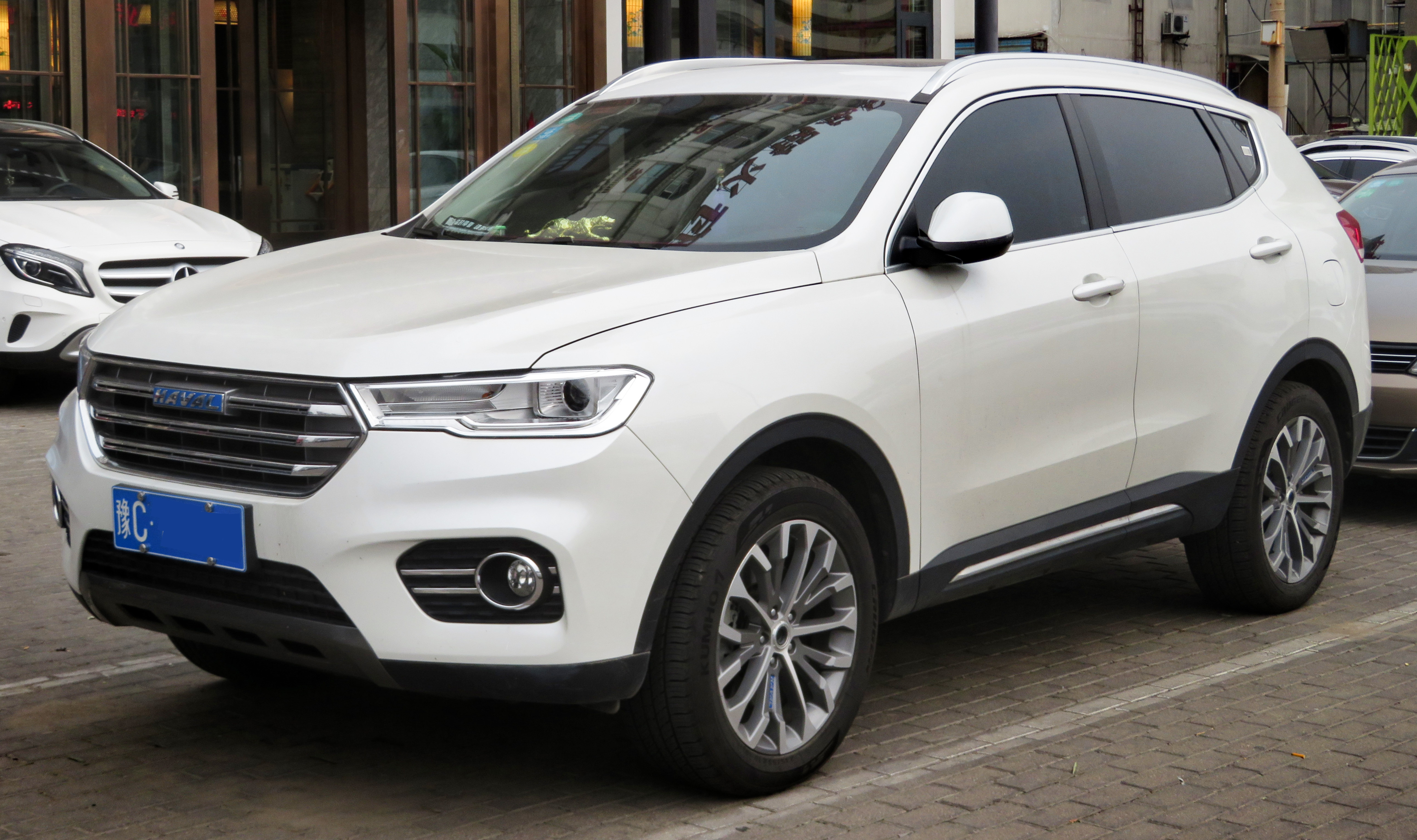
Haval H6 II Blue

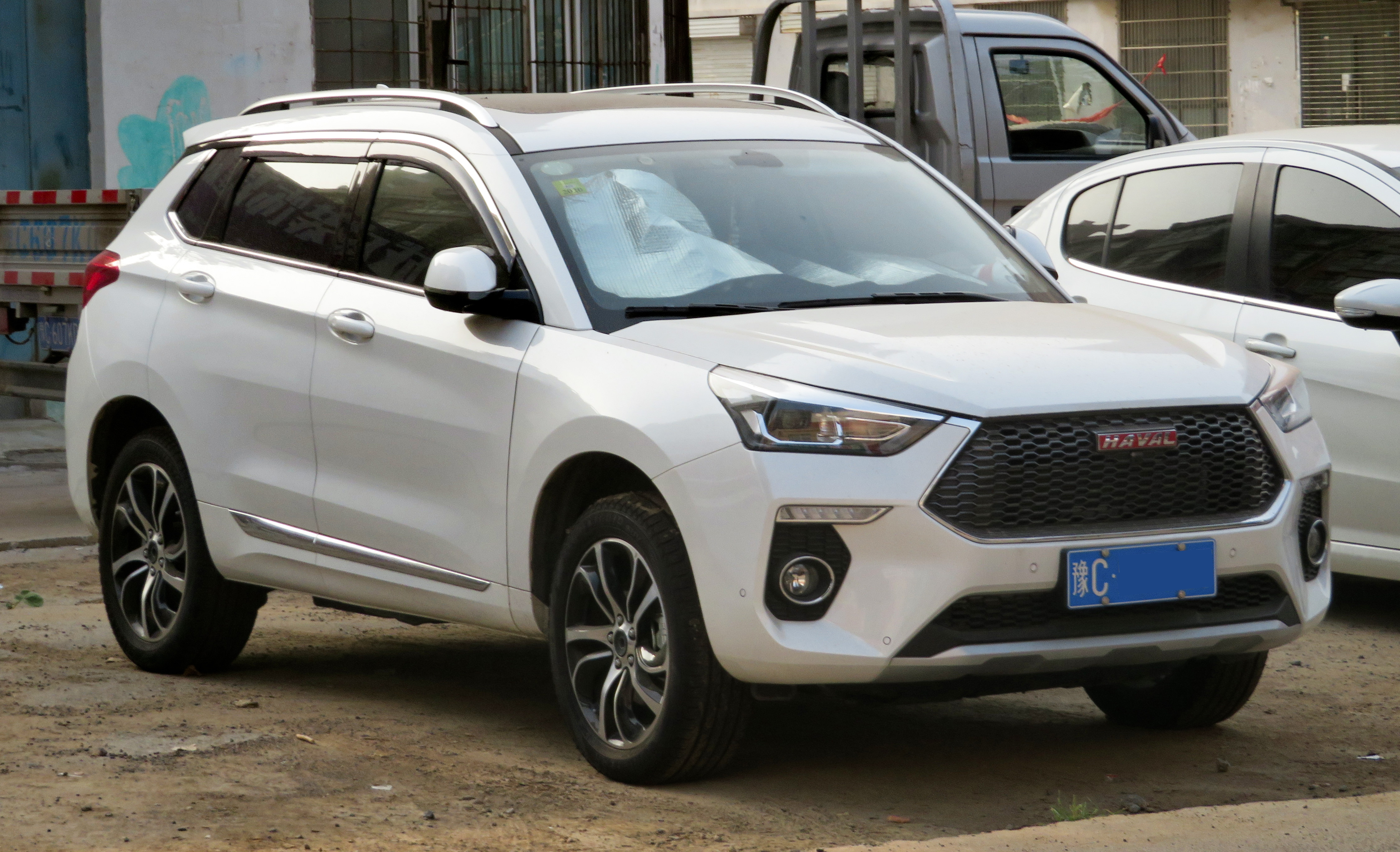
Haval H6 Coupe II

У 2017 році вийшло друге покоління, проте випуск першого покоління не припинився — він зайняв місце в лінійці як бюджетна модель.
Друге покоління Haval H6 було засноване на тій же платформі, що і перше покоління Haval H6. Привід передній. Друге покоління Haval H6 має подібну конструкцію до WEY VV5.
Автомобіль пропонується в двох виконаннях Blue Label і Red Label, що відрізняються зовнішнім виглядом.

### Двигуни
- 1.3 L 4B13 I4 (turbo)
- 1.5 L 4B15 I4
- 1.5 L 4G15 I4
- 2.0 L GW4C20 I4
- 2.0 L GW4D20 I4 (diesel)

## Третє покоління (з 2020)

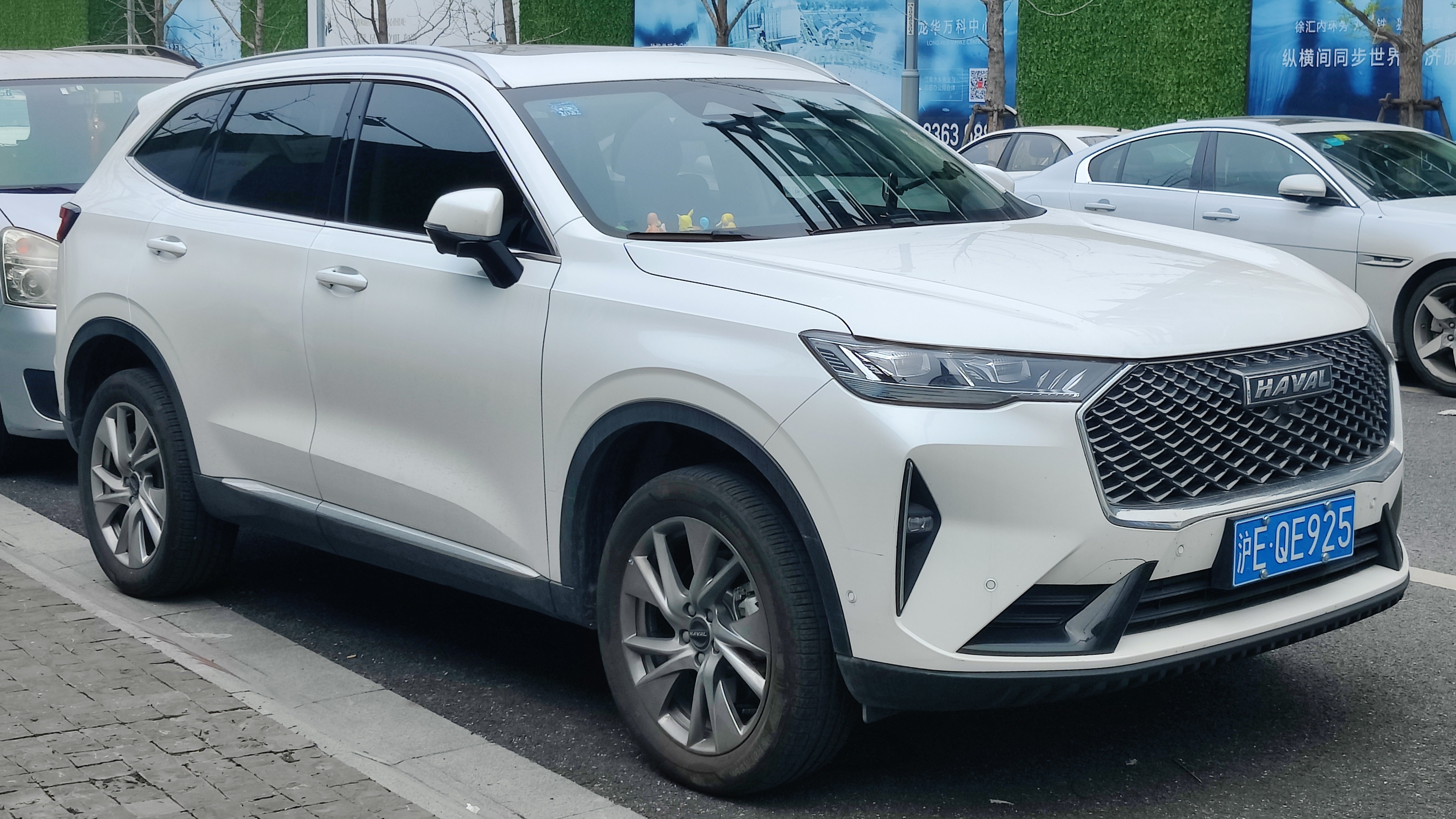
Haval H6 III

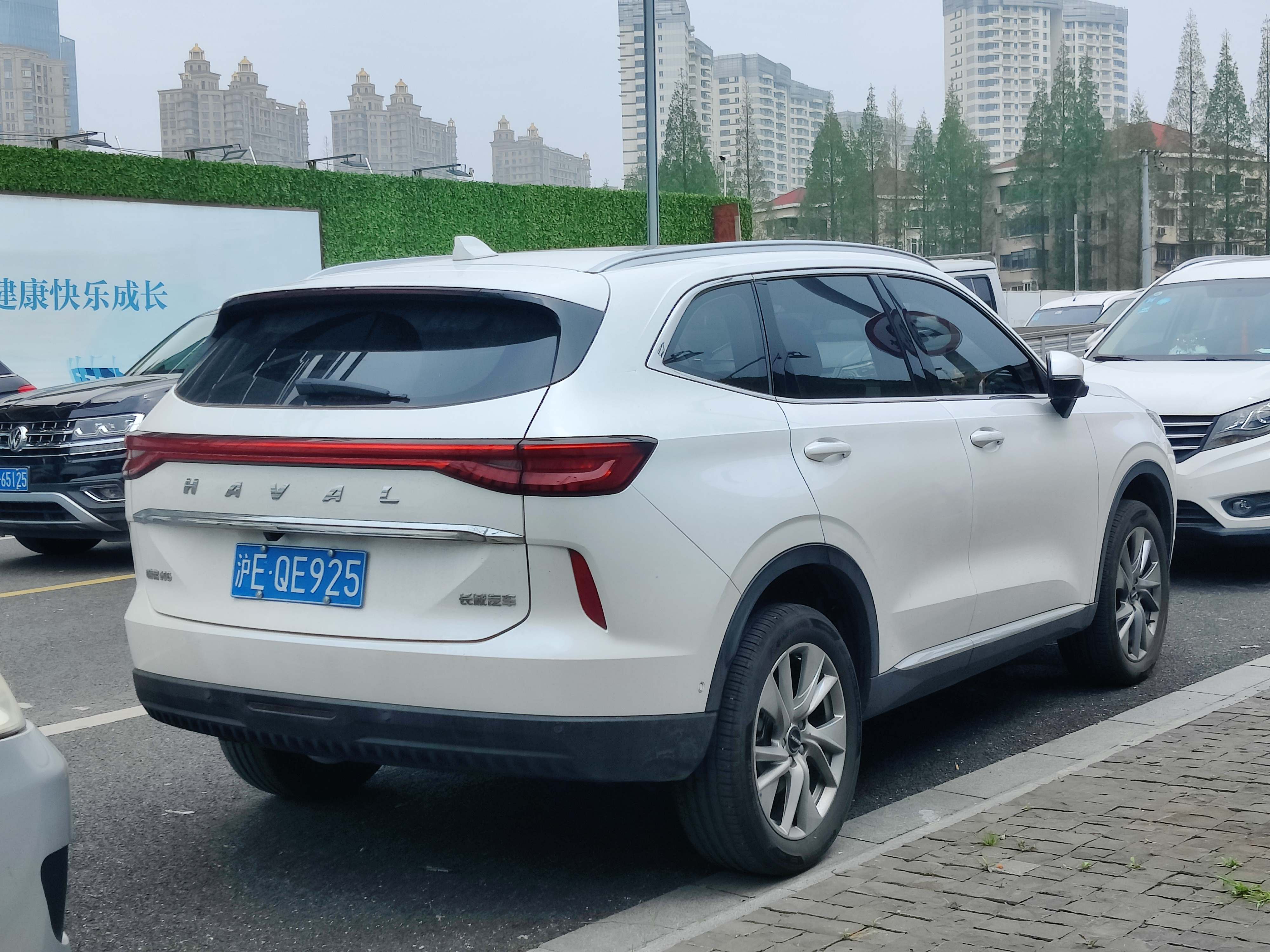
Haval H6 III

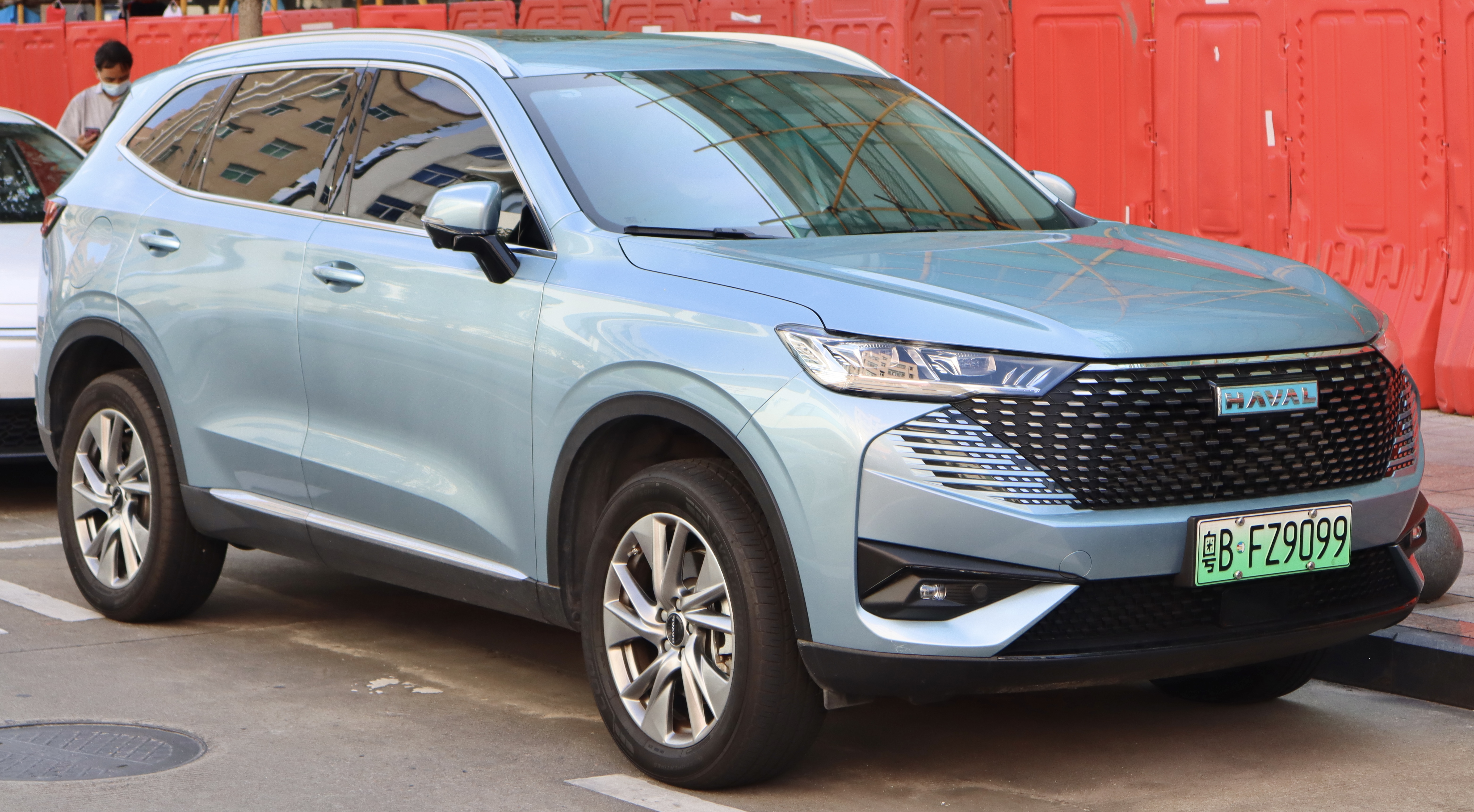
Haval H6 PHEV

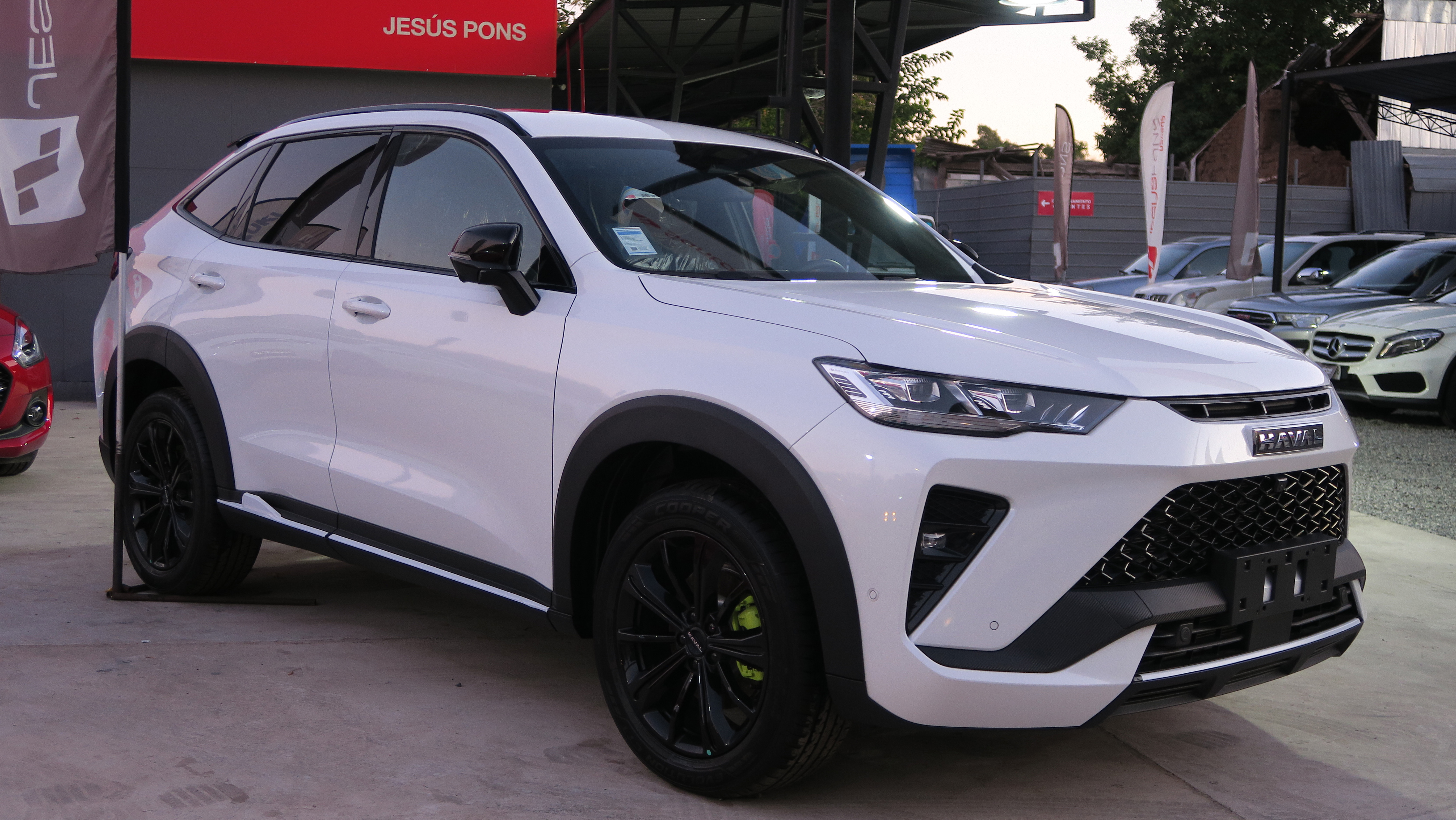
Haval H6S

Третє покоління H6 було представлено 7 липня 2020 року. Автомобіль надійшов у продаж в Китаї в серпні 2020 року. Автомобіль став одним із перших автомобілів, побудованих на модульній платформі бренду Great Wall під назвою L.E.M.O.N. (B30), на якій також побудовані кросовери Haval Jolion та Haval Dargo. Що дозволило не тільки скоротити масу автомобіля при збільшенні жорсткості кузова (порівняно з попередніми моделями), але ще й оснастити кросовер великим рядом електронних помічників.
Мотори комплектується 7-ст. «роботом» DCT з двома зчепленнями мокрого типу, привід — як передній, так і повний 4WD (муфта Haldex може передавати до 50 % моменту, що крутить, на задні колеса).
Кросовер пропонує камери кругового огляду, двозонний клімат-контроль, підігрів та вентиляцію передніх крісел та підігрів заднього ряду, мультимедіа з інтеграцією Apple CarPlay та Android Auto, бездротову зарядку для смартфона, а також аудіосистему на вісім динаміків.

### Двигуни
Бензинові:
- 1.5 L GW4B15 I4 turbo 154 к.с. 233 Нм
- 1.5 L 4G15 I4 turbo 169 к.с. 285 Нм
- 2.0 L GW4C20NT I4 turbo 211 к.с. 325 Нм

hybrid:
- 1.5 L GWM4B15D I4
- 1.5 L GW4B15 GDIT EVO I4 turbo
- 2.0 L GW4C20B I4 turbo MHEV

plug-in hybrid:
- 1.5 L GW4B15 GDIT EVO I4 turbo